# 國民革命軍第十九路軍
國民革命軍第十九路軍是中华民国國民革命軍的一支部隊，由1930年粤军第六十一师和第六十师合编而成，蒋光鼐为总指挥，蔡廷锴为军长。在短短三年多的生存时间里，第十九路军参与了第一、二、三次江西剿共戰爭和1932年一二八淞沪抗战，在1933年底发动福建事变建立中华共和国，改组为人民革命军，最终被南京国民政府裁撤并剿灭。

## 沿革

### 前身
第十九路軍最早起源于粵軍第一師第四團。1925年7月，粵軍第一師改名為國民革命軍第四軍，李濟深任軍長。第四團則改名為國民革命軍第十師，師長、副師長為陳銘樞和蔣光鼐，下轄3個團：第二十八團（蔡廷鍇）、第二十九團（孫繩）、第三十團（戴戟）。1926年11月27日，第十師於北伐中期在武漢擴編為國民革命軍第十一軍，主要領導者仍為陳銘樞和蔣光鼐，下轄第十師、第二十四師（原國民革命軍第四軍獨立團擴編）及第二十六師。
1927年8月，中国共产黨在南昌發動兵變，第十一軍時由葉挺任代軍長，第二十四師及十師加入中共方作戰。但蔡廷鍇的第十師因反對共產黨而自行脫離第十一軍，南下開往廣東，聯絡當時任武漢衛戍司令的老長官陳銘樞，成為陳銘樞碩果僅存的政治籌碼，利用這個籌碼陳銘樞向蔣中正輸誠，而僅剩第十師的第十一軍則在廣東整補。
1928年2月，陳銘樞改任廣州政治分會委員，同年12月升任廣東省政府主席，十一軍則擴編成一師一團規模。1929年，国民政府在南京召开国军编遣会议，撤销了第十一军番号，改编为第一编遣区第三师及独立第二旅，并任蒋光鼐为第三师师长，蔡廷锴为独立第二旅旅长。同年，第三师和独立第二旅又被先后改编为第六十一师和第六十师。

### 创建

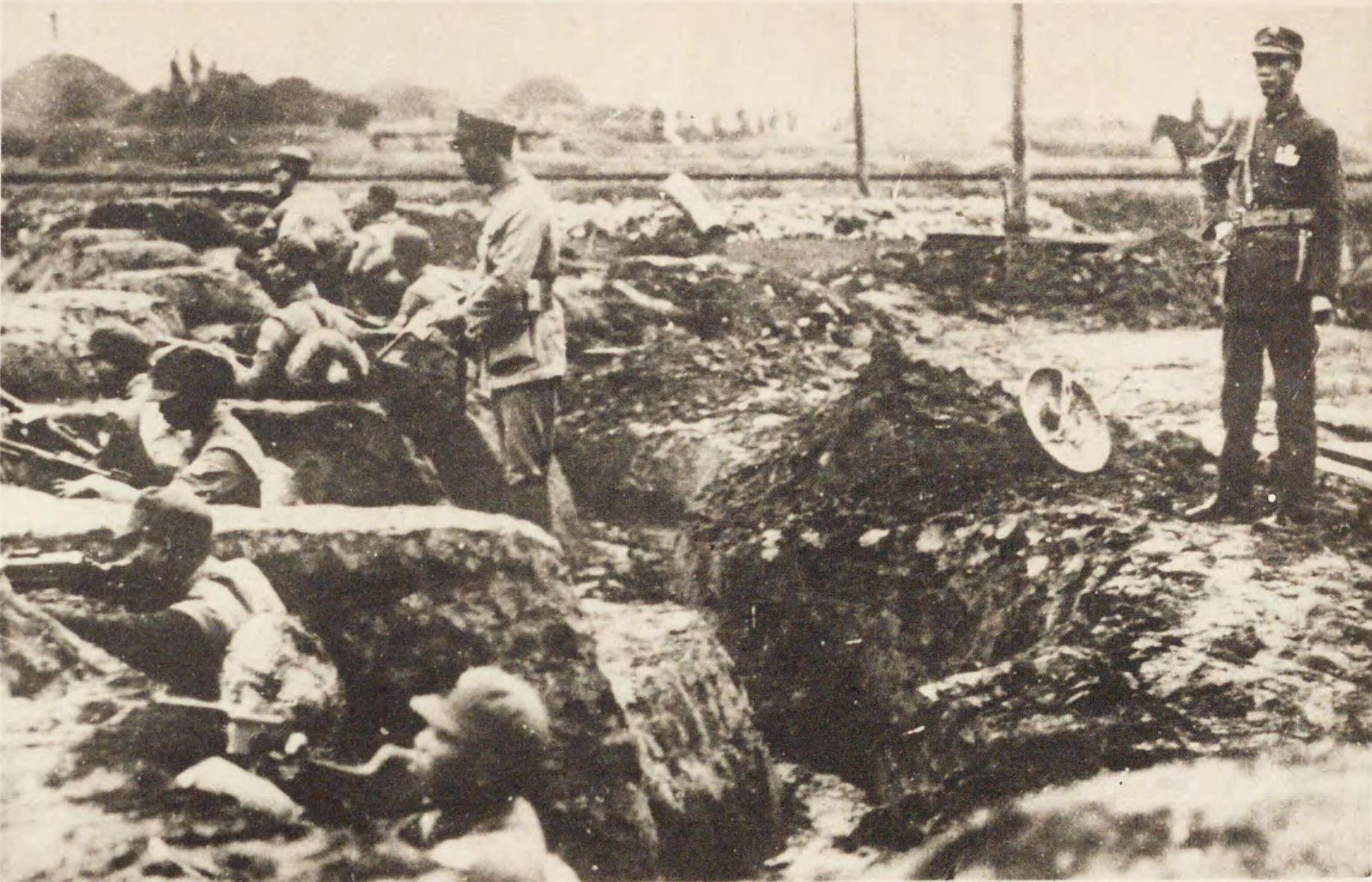
1932年，十九路军军长蔡廷锴在前线视察。

1930年2月至3月，第六十一师和第六十师在中原大戰中助蔣介石擊敗馮玉祥与閻錫山。同年7月，两师被合编为国民政府军十九路軍，由蔣光鼐為總指揮，蔡廷鍇為軍長。之後，十九路軍參加了对中国工农红军的第一、二、三次江西剿共戰爭。
1931年九一八事變後，十九路軍調防上海，陳銘樞任京滬戍衛司令。一二八事變前夕，何應欽得知十九路軍將領欲在上海抵抗日本，曾下令十九路軍換防離開以避免開戰。1932年1月28日，日本派陸戰隊登陸上海。十九路軍即奮起迎戰抵抗，因而成為在全中國聲名大噪的抗日軍隊。後來日本多番增援上海；蔣介石亦復出主持局面，並派出中央軍編成第五軍，由張治中指揮，到上海增援共同抗日。最後一二八事變以外交談判解決，第十九路軍從上海撤下，被調到福建剿共，蔣光鼐兼任福建省長。当时，福建省内没有蒋介石的嫡系部队，多股杂牌部队割据称雄：以建瓯为中心的刘和鼎第五十六师，割据闽北地区；以邵武为中心的周志群独立旅，割据闽西北地区；以仙游为中心的陈国辉独立旅，割据闽东南地区；以漳州为中心的张贞部第四十九师，割据闽西南地区；以尤溪为中心的卢兴邦新编第二师，割据闽中地区；以福安为中心的陈齐瑄独立旅，割据闽东北地区。十九路军进入福建后，对福建省的大小军阀进行收编，以稳定局势。
1933年11月20日，十九路軍將領陳銘樞聯絡桂系、廣東陳濟棠等發動閩變，举行“中国全国人民临时代表大会”。22日，中华共和国正式成立，李济深为政府主席，陈友仁为外交部长。十九路軍改组为人民革命军。之后，蔣介石调八个师入闽鎮壓。

### 裁撤
蒋介石决定對十九路軍進行裁撤與懲罰．並由中央直接管轄。1933年12月15日，蔣介石下令十九路軍全面裁撤，並于隔日去除十九路軍番號。由於十九路军未取得其他勢力支持，中华共和国也未获得國際上的承認，十九路軍内部將領亦有反對意見。最後十九路軍被中央軍全面擊破，部份軍官和士兵則向國民政府投降、部份軍官和士兵則投奔中共。只有少量十九路軍軍官和士兵到廣西投靠李宗仁重組，其餘被收編之部隊中級以上軍官全被更換，十九路軍番號亦被取消改為「五省剿匪軍第七路軍」。闽变最后以失败告终。

## 战役

### 抗日

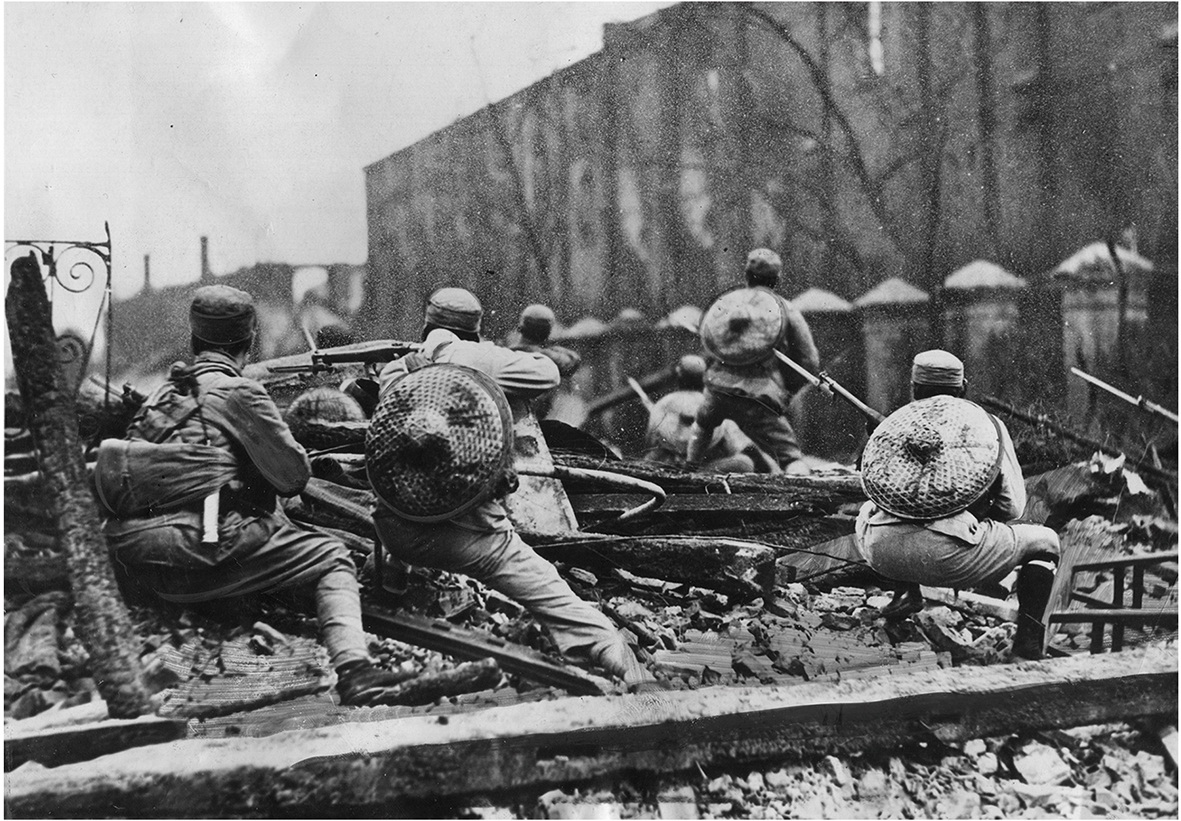
1932年十九路军在上海阻击日军。

1932年1月28日，日本派陸戰隊登陸上海，向闸北的第十九路军发起了攻击，随后又进攻江湾和吴淞。十九路軍在军长蔡廷锴、总指挥蒋光鼐的率领下奮起迎戰抵抗，因而成為在全中國聲名大噪的抗日軍隊。
但国民政府为集中兵力在江西剿共，军政部部长何应钦急电第十九路軍忍辱求全，令上海市长吴铁城接受日方要求。暂时下野的蒋介石委托国民党元老张静江说服蔡廷锴避免与日军冲突，并调宪兵第六团接替上海第十九路军防务。
| “一·二八”淞沪抗战后，十九路军中有9人获得青天白日勋章 | “一·二八”淞沪抗战后，十九路军中有9人获得青天白日勋章 | “一·二八”淞沪抗战后，十九路军中有9人获得青天白日勋章 |
| ---------------------------------------------------- | ---------------------------------------------------- | ---------------------------------------------------- |
| 蒋光鼐                                               | 第十九路军总指挥                                     |                                                      |
| 蔡廷锴                                               | 第十九路军军长                                       |                                                      |
| 戴戟                                                 | 原第十九路军参谋长，时任淞沪警备司令                 |                                                      |
| 沈光汉                                               | 第十九路军第六十师师长                               |                                                      |
| 毛维寿                                               | 第十九路军第六十一师师长                             |                                                      |
| 张炎                                                 | 第十九路军第六十一师副师长兼独立旅旅长               |                                                      |
| 区寿年                                               | 第十九路军第七十八师师长                             |                                                      |
| 谭启秀                                               | 第十九路军第七十八师副师长、吴淞要塞司令、补充旅旅长 |                                                      |
| 翁照垣                                               | 第十九路军第七十八师一五六旅旅长                     |                                                      |

### 剿共
1930年10月，第十九路军由广东调往江西，参与第一次江西剿共戰爭。1931年4月第十九路军参与第二次江西剿共戰爭。1931年7月第十九路军参与第三次江西剿共戰爭。陈铭枢任右路集团军总指挥，辖蔡廷锴第60师、戴戟第61师、韩德勤第52师、孙连仲第25师、高树勋第27师、上官云相第47师、郝梦龄第54师，负责就地清剿苏区。9月8日，十九路军在高兴墟击退红军主力。毛泽东说高兴墟战斗是其一生中的五大败仗之一。
1932年6月，南京政府调派十九路军到福建“围剿”红军。7月，第六十师沈光汉部、第七十八师区寿年部配合原驻漳州的张贞部队向龙岩、永定、漳平等地推进。10月17日晚占据龙岩城，旋即进占永定县。1933年3月，第七十八师区寿年部队攻占连城，调集大军部署在四堡、朋口等地控制一线“围剿”红军。1933年7月28日，十九路军七十八师在朋口与彭德怀指挥的中国工农红军激战，被消灭1个旅和3个团，残军逃抵永安。
1933年秋，十九路军将“剿共、抗日、反蒋”的方针改变为“联共、反蒋、抗日”。蔡廷鍇等將領在前線與中國共產黨展開和談。10月中旬，十九路军代表徐名鸿与红军全权代表潘汉年签订了《抗日反蒋初步协定》，取得停火。后来，闽西善后处代表又与福建省苏维埃政府代表签署《闽西边界及交通条约》，开放“封锁”，“恢复商品贸易”。

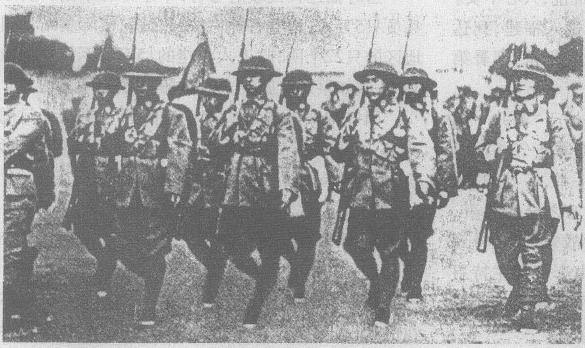
1933年闽变期间驻扎于福建的国民革命军第19路军

### 闽变
1933年11月20日，陳銘樞和十九路軍將領蒋光鼎、蔡廷鍇、鄧世增与国民党内李济深等一部分反蒋势力發動閩變，于12月4日在福州成立抗日反蒋的“中华共和国人民革命政府”，把福建省分为闽海、延建、兴泉、龙汀4个省。1934年1月13日，人民革命政府由福州迁址漳州。1934年1月22日，龙岩各界发起召开三万人的民众大会，庆贺人民革命政府成立。
人民革命政府成立不久，蔣介石调集八个师的陆军入闽围攻十九路军，并以空军和海军配合攻击。十九路军迅速溃散，第一军军长沈光汉、第二军军长毛维寿与区寿年、张炎等将领联名通电投降南京国民政府，接受粤军改编。李济深、蔡廷锴等高级将领逃往香港，而蔡廷锴的秘书长徐名鸿以通共产党罪名被杀。

## 纪念碑

### 南京
南京国民政府于1931年至1935年间，于南京灵谷寺旧址建立国殇墓园，定名国民革命军阵亡将士公墓。祭堂内第61至67块石碑上，刻有1932年淞沪抗战中阵亡的第十九路军将士名单；在公墓内建有“第十九路军淞沪抗战阵亡将士纪念碑”。由于阵亡将士之多，公墓没能全部容纳，采取以师为单位，用抽签方法，从每一军阶将士中抽一名代表安葬。现为南京市“抗日战争历史教育基地”的一部份。

### 广州
由于十九路军的将士大多是广东人。为纪念在“一·二八”淞沪抗日战役中阵亡的将士，1933年华侨捐资在广州市建成一座十九路军淞沪抗日阵亡将士坟园。1990年更名为广州市十九路军淞沪抗日阵亡将士陵园。园内建有凯旋门、先烈纪念碑、英烈题名碑、抗日亭、将士墓、战士墓、先烈纪念馆等七处烈士纪念建筑物。纪念建筑均用花岗石砌成，上面保存有民国时期李济深、林森、宋子文、胡汉民、陈铭枢、吴佩孚、蒋光鼐、蔡廷锴、戴戟等知名人士的题词。